# Sony Xperia M5
O Sony Xperia M5 é um smartphone Android a prova de água e poeira fabricado pela Sony e é o sucessor do Xperia M4 Aqua. O telefone foi lançado em 3 de agosto de 2015, junto com o Xperia C5 Ultra. O telefone é comercializado como um smartphone "super mid-range", que está entre um antecessor M4 Aqua e o flagship Xperia Z5.
Assim como o Xperia M4 Aqua, o Xperia M5 é a prova de água e poeira e tem uma classificação de IP de IP65 e IP68. O destaque do telefone é a câmeras traseira de 21,5 megapixel, com ISO 3200 e Autofocus Híbrido que utiliza detecção de fase de focagem automática permitindo focar em até 0.25 segundo.

## Especificações

### Hardware
O dispositivo apresenta uma tela de 5.0 polegadas (130 mm) 1080p. O dispositivo é resistente a poeira e à prova de água com uma classificação IP de IP65 e IP68 e utiliza um processador 2,0 GHz Octa-core MediaTek HelioX10 MT6795 ghz com 3 GB de RAM LPDDR3. O M5 inclui uma bateria 2600 mAh bateria não removível. A câmera traseira do M5 é de 21,5 megapixels com um sensor de imagem Sony Exmor RS, com ISO 3200 e abertura f/2.2. Os dispositivos também dispõe de autofocus híbrido que utiliza detecção de fase e detecção de contraste de focagem automática que pode focar o objeto dentro de 0,25 segundos. O dispositivo vem com memória interna de 16 GB e possibilidade para expansão através de cartão microSDXC de até 200 GB.

### Software
O Xperia M5 vem pré-instalado com o Android 5.0 Lollipop junto com a interface customizada da Sony. A Sony fez uma atualização para o Android 6.0 (Marshmallow).

## Vendas
O modelo dual-sim do Xperia M5 foi lançado na Índia e Hong Kong, em 9 de setembro de 2015. A Sony também anunciou, no início de 2016 o M5 no Reino Unido, apesar de originalmente o local não estar nos planos.

## Problemas
O aparelho, ocasionalmente, sofre de desligamento automático e não pode ser reiniciado a menos que esteja conectado a uma fonte de alimentação. A Sony comentou sobre os problemas e confirmou que a maior parte do primeiro lote do telefone que foi lançado tiveram problemas e que os clientes afetados podem solucionar o problema substituindo a bateria em um Sony Service Center.

## Recepção
O Xperia M5 foi em geral bem recebido pelo público. A Sony foi elogiada pelo aparelho de câmera melhorado, boa autonomia de bateria e generoso armazenamento interno.[carece de fontes?]